# Maria Blanck
Maria Charlotta Blanck Wahlström, född 14 juni 1958 i Göteborg, är en svensk målare.
Blanck studerade konst för sin far Stig Blanck. Hon hade sin första utställning 1976 och har därefter målat och ställt ut på ett 40-tal platser i Sverige. Hennes konst består av allt från mossbelupna bilar, naturstudier, blomstermotiv och gärna något som har en släng av nostalgi eller historia.